# Galassia compatta
Si definisce galassia compatta un tipo particolare di galassia nana caratterizzata da dimensioni ridotte e dalla presenza di una elevata densità di stelle. Sono note attualmente due tipologie:
- Galassie nane ultra-compatte (UCD) - Furono scoperte a seguito di osservazioni effettuate tramite il telescopio spaziale Hubble, tra il 1999 e il 2001, nell'ambito del Fornax Cluster Spectroscopic Survey[1]. Si ipotizza che si siano formate nelle prime fasi della vita dell'Universo come risultato delle collisioni di galassie, o che si siano formate da stelle situate nelle periferie galattiche, strappate via dalle forze mareali, durante il transito attraverso densi ammassi di galassie[2].
- Galassie nane compatte blu (BCD) - Prevalentemente classificate come galassie irregolari[3]. Contengono grandi gruppi di stelle giovani, calde, di grande massa, tra le quali le più luminose sono blu conferendo tale colorazione alla galassia[4]. È presente anche un'elevata attività di formazione stellare[5].